# Potvorov
Potvorov (německy Potfohre, též Potfuhre) je obec v okrese Plzeň-sever v Plzeňském kraji. Leží osm kilometrů severozápadně od Kralovic. V obci žije 132 obyvatel. Obec je součástí Mikroregionu Kralovicko. Obec leží u železniční trati Plzeň–Žatec, původně Plzeňsko-březenské dráhy.

## Název
Název vesnice byl odvozen ze jména Potvora ve významu Potvorův dvůr. V historických pramenech se vyskytuje ve tvarech: de Potworow (1204), de Potuorow (1214), de Poturowe (1219, Potworow (1352), in Poworow (1425) nebo Potworow (1642).

## Historie
První písemná zmínka o vesnici pochází z roku 1204. Nejstarším známým majitelem Potvorova byl Humpold. Sídlil v tvrzi na vyvýšeném místě v okolní krajině, ta byla obehnána příkopem a valem. Na nádvoří stál opevněný románský kostel svatého Mikuláše, taktéž chráněný příkopem a spojený s dvorem krytým pavlánem.
Když Humpold před rokem 1193 zemřel, zanechal po sobě syny Dětleba a Kunu. Dvůr s kostelem získal Dětleb a po jeho smrti Kuna, který měl za manželku pobožnou Anežku. Ta roku 1193 darovala klášteru v Plasích tři vsi (Rybnici, Dražkov a Hlubokou Plevici) a po smrti Kuny v roce 1204 ještě Močidlec a Vladměřice. Roku 1214 se vydala na pouť do Svaté země, ze které se nevrátila.
Potvorov získal rod Hrabišiců, přičemž dcera Všebora Hrabišice dostala Potvorov věnem ke svatbě s Idíkem ze Švábenic. Pravděpodobně před rokem 1241 vyměnil Idík s plaskými řeholníky polovinu Potvorova za ves Sedlec, kterou spojil s Bukovinou a Řemešínem v jeden újezd. V roce 1281 jej daroval i s druhou polovinou Potvorova [pražskému klášteru božího hrobu na Zderaze, který Hrabišici založili na konci 12. století]a Idík byl od svatby jeho patronem. Rozdělení Potvorova mezi dvě panství se udrželo po mnoho století.
Za dětských let Václava II. probíhala v Čechách válka mezi domácí šlechtou a Branibory. Oba kláštery vlastníci Potvorov vedly spor, zda se mohou v kostele stojícím na plaské půlce ukrýt i poddaní zderazského kláštera. Plaský opat Gebhart a probošt zderazského kláštera Petr se v roce 1281 dohodli na společném využívání kostela jako úkrytu pro všechny poddané.
Je pravděpodobné, že před husitskými válkami stál v Potvorově ještě dvorec dalšího vladyky, neboť František Polcar uváděl Ambrože z Potvorova jako husitského hejtmana. Dvůr však musel být za husitství vypálen.
Oba díly Potvorova spolu s dalšími vesnicemi a městečkem Kralovice získali od krále Zikmund v roce 1420 katoličtí páni bratři Hanuš a Bedřich z Kolovrat na Libštejně a Krašově. Po smrti Bedřicha v roce 1432 získává Potvorov jeho bratr Hanuš, který je připojuje ke krašovskému panství a drží je až do své smrti. Hanušův syn a dědic Hanuš II. z Kolovrat, toho času probošt kapituly pražské a administrátor arcibiskupství, roku 1480 postupuje díl Potvorov s dalšími vesnicemi a polovinou městečka Kralovic nazpět plaskému klášteru za 1 600 kop. Řeholníci vrácený díl se vsí Chrášťovice obratem zastavují Gotfrýdovi ze Žebnice.
Druhou půli Potvorova dědí po Hanušovi II. jeho syn Albrecht, který ji roku 1485 s dalšími vesnicemi prodal Jetřichovi Bezdružickému z Kolovrat. Po smrti Jetřichova syna Jana poručníci nezletilého vnuka Jetřicha pravděpodobně zastavili Potvorov Mikuláši Svitákovi z Landštejna.
Král Ferdinand I. Habsburský odevzdal roku 1531 pustý klášter božího hrobu na Zderaze Dorotě z Doupova a povolil jí vymáhat zcizené statky kláštera. Dorota vyzvala Viléma Svitáka z Landštejna, aby vydal nazpět díl Potvorova, Sedlec, Bukovinu a Řemešín. Vilém Sviták odmítl vsi vydat a celá záležitost se dostala k úředníkům menšího soudu. Pán z Landštejna však zemře a řešení sporu nakonec našel mocný šlechtic Florián Gryspek, tehdejší pán na Kaceřově, který si na králi vyprosil svolení na vyplacení vsí od Kateřiny, ovdovělé ženy Viléma Svitáka. Roku 1546 koupil Florián Gryspek sporné vsi a král mu následně zajistil jejich dědičné držení.
Plaský díl Potvorova zastavený klášterem roku 1480 byl v roce 1607 prodán Jáchymu Libštejnskému z Kolovrat na Rabštejně a stal se součástí rabštejnského panství. I na Jáchyma dolehly pobělohorské konfiskace – v roce 1621 byl odsouzen ke ztrátě třetiny majetku, kterou získal Albrecht z Valdštejna. Majitelé rabštejnské části se střídali, až roku 1743 získal celé panství Maxmilián Václav Lažanský z Manětína. Roku 1817 byl rabštejnský díl převeden k panství manětínskému, se kterým je spojen až do zániku patrimoniální správy v roce 1848.
Zderazský díl se v rámci restituce církevního majetku zabaveného v pobělohorských konfiskací dostal do majetku plaského kláštera, kterému náleží až do jeho zrušení Josefem II. v roce 1785. Potvorov přešel pod správu náboženského fondu a roku 1826 do majetku Metternichů.
Rozdělení vsi na dvě části bylo důsledné: každá část měla nejen svého rychtáře, ale i hospodu a pastoušku. Při hranicích panství stály dvě kovárny. I po spojení obou částí v jednu politickou obec v kralovickém okrese roku 1849 rozdělení v určité formě přetrvávalo: až do roku 1912 musel být starosta z jedné části a první radní z druhé. Na společné výdaje se přispívalo v poměru, kdy plaská část platívala dvě třetiny a menší rabštejnská jednu třetinu.
U vesnice se na začátku 20. století nacházel černouhelný důl Svatý Mikuláš. Uhlí se v něm pokusně dobývalo od března do září roku 1920 ze sloje o mocnosti 0,45 centimetru v hloubkách pět až 24 metrů.

## Přírodní poměry
Potvorov sousedí na východě s Bílovem, na jihovýchodě se Sedlcem, na jihu s Bukovinou a Řemešínem a na severozápadě s Přehořovem a Žihlí. Západně od vsi, za Potvorovským kopcem je na Mladotickém potoce Odlezelské jezero. Na západní straně kopce býval lom na načervenalý pískovec, používaný na výrobu mlýnských kamenů a na stavby plaského kláštera. Vsí protéká Potvorovský potok.

## Obyvatelstvo
| Rok            | 1869 | 1880 | 1890 | 1900 | 1910 | 1921 | 1930 | 1950 | 1961 | 1970 | 1980 | 1991 | 2001 | 2011 | 2021 |
| -------------- | ---- | ---- | ---- | ---- | ---- | ---- | ---- | ---- | ---- | ---- | ---- | ---- | ---- | ---- | ---- |
| Počet obyvatel | 516  | 418  | 436  | 458  | 459  | 404  | 375  | 266  | 239  | 193  | 175  | 165  | 140  | 135  | 133  |
| Počet domů     | 67   | 70   | 69   | 70   | 69   | 71   | 77   | 83   | 75   | 70   | 59   | 60   | 60   | 48   | 59   |

## Obecní správa
Mezi lety 1850–1975 Potvorov byl obcí v okrese Kralovice (1869–1930), posléze v okrese Plasy (1950) a později v okrese Plzeň-sever. Od 1. ledna 1976 do 30. června 1985 patřil jako část obce k Bílovu. Od 1. července 1985 do 31. prosince 1992 patřil jako část města ke Kralovicím a od 1. ledna 1993 je opět samostatnou obcí.

### Starostové
Starosty obce byli:
- Blažej Palát (1850–?)
- Vojtěch Palát (asi 1897 – asi 1900)
- Vojtěch Koza (1903–?)
- Josef Vitouš (1908)
- Václav Beneš (asi 1910 – 1913)
- Václav Slach (1933–1919)
- František Krofta (1919–1927)
- Bohuslav Soukup (1927–1929)
- František Nezbeda (1929–1931)
- Václav Koza (1931–1945)

### Obecní symboly
Znak a vlajka byly obci uděleny rozhodnutím předsedkyně Poslanecké sněmovny Parlamentu České republiky dne 20. října 2022.

## Pamětihodnosti
Dominantou vsi je unikátní jednolodní pozdně románský kostel svatého Mikuláše z let 1160–1170 s přístavbou z 18. století a západní věží z roku 1825. Vedle něj stojí barokní fara s mansardovou střechou a znakem plaského kláštera a osobním štítkem opata Fortunáta Hartmanna z roku 1758.
Před již zmíněnými kovárnami stál sloupový litinový mezník vyznačující hranici panství Metternichů. Pro potvorovské byl sloup, kterému říkali nif-ňaf, symbolem roboty – z jeho jedné strany se chodilo v 19. století robotovat na dvůr Kalec, z druhé do Plas. Během 2. světové války někdo sloupu sejmul hlavice a po válce odstraněn i samotný sloup. O jeho opětovné postavení se postaral památkový ústav v roce 1953.
Na křižovatce cest na jižním okraji vsi stojí kamenná sloupková boží muka z roku 1750 s kaplicovitým nástavcem s nikami. Náves zdobí socha svatého Jana Nepomuckého z 19. století. Ve vsi je také soubor původních roubených objektů.

## Významní rodáci
- Josef Krofta (1845–1892), advokát, poslanec Českého zemského sněmu a Říšské rady, starosta Plzně[12]